# Iartă-mă (album)
Iartă-mă este al cincilea album al trupei Paraziții, lansat la data de 7 august 2000, la casa de discuri Bada Music.

## Lista pieselor[4]
| Nr.             | Titlu                           | Text            | Lungime |  |
| 1.              | „S****z”                        | Paraziții       | 2:23    |  |
| 2.              | „Orice-ar fi”                   | Paraziții       | 3:38    |  |
| 3.              | „Emoții”                        | Paraziții       | 2:53    |  |
| 4.              | „Iartă-mă”                      | Paraziții       | 1:43    |  |
| 5.              | „Probleme de mandibulă”         | Paraziții       | 1:34    |  |
| 6.              | „Te sparg la b**i”              | Paraziții       | 3:29    |  |
| 7.              | „DEX 2000”                      | Paraziții       | 3:28    |  |
| 8.              | „Degenerația următoare”         | Paraziții       | 4:00    |  |
| 9.              | „Freaka”                        | Paraziții       | 1:29    |  |
| 10.             | „F**”                           | Paraziții       | 3:16    |  |
| 11.             | „Drept urmare”                  | Paraziții       | 0:48    |  |
| 12.             | „Degenerația următoare (Remix)” | Paraziții       | 3:44    |  |
| Lungime totală: | Lungime totală:                 | Lungime totală: | 32:25   |  |

## Single
- Degeneratia urmatoare (Remix)

## Componență
- Cheloo, Ombladon - voce
- FreakaDaDisk - scratchuri